# シェパード男爵
シェパード男爵（英: Baron Shepherd）は、連合王国貴族の男爵位。
労働党の党幹部ジョージ・シェパードが1946年に叙されたのに始まる。

## 歴史
労働党の党幹部の一人だったジョージ・ロバート・シェパードは、1946年6月28日の勅許状でリンカン州におけるスポルディングのシェパード男爵 (Baron Shepherd, of Spalding in the County of Lincoln)に叙されて労働党系の貴族院議員となった。彼は1949年から1951年にかけて名誉帯剣紳士隊長(貴族院与党幹事長)を務めた。
初代男爵の死後、その長男であるマルコム・ニュートン・シェパード(1918–2001)が2代男爵位を継承した。彼も労働党の貴族院議員として活躍し、1964年から1967年にかけて名誉帯剣紳士隊長(貴族院与党幹事長)を務め、さらに1974年から1976年にかけては貴族院院内総務を務めた。
2代男爵の死後はその唯一の男子であるグレーム・ジョージ・シェパード(1949-)が3代男爵を継承した。彼が2016年現在の当主である。

## シェパード男爵 (1946年)
- 初代シェパード男爵ジョージ・ロバート・シェパード（英語版） (1881–1954)
- 2代シェパード男爵マルコム・ニュートン・シェパード (1918–2001)
- 3代シェパード男爵グレーム・ジョージ・シェパード (1949-)
  - 法定推定相続人は現当主の息子パトリック・シェパード (1980-)